# 民光床单
上海民光被单厂是中華人民共和國上海市一家床上用品生產企業，建于1935年，前身名为民光织物社，建於1935年的上海岳州路，由杭州人项立民創辦。民光中的民代表项立民的民，光的意思是事业发扬光大。民光被單廠的第一种床单的货号为2465，其中24代表中華民国24年（1935年），“6”代表6尺，“5”代表五彩印花。該廠生产毛巾、被單单等用品。1937年淞滬會戰爆發，民光织物社遭到破坏被迫停产。1938年，民光織物社搬遷到延平路叶家宅恢复生产。1941年，民光织物社搬遷到通北路。1945年，改为民光织物社制造厂，被单商标统一使用“民光”。
1956年公私合营后，改名为上海民光被单厂。1966年10月更名为上海被单七厂。1978年改回上海民光被單廠。1981年，商標註冊。2008年，民光被单厂并入上海民光国际企业有限公司，2010年，上海民光国际企业有限公司又更名为上海龙头家纺有限公司。民光牌成為上海龙头家纺有限公司的老字号品牌，生产厂已不在上海。此時的公司旗下除了民光床单外還有凤凰毛毯、皇后牌毛巾、钟牌414毛巾等。